# Sant Cebrià de la Móra
Sant Cebrià de la Móra és un edifici religiós del municipi de Tagamanent (Vallès Oriental) inclòs en l'Inventari del Patrimoni Arquitectònic de Catalunya.

## Descripció
Església romànica orientada a ponent, construïda amb pedra rogenca local. La part central és el cos primitiu, amb nau de quatre trams de volta apuntada i absis de casquet semiesfèric a l'interior i de planta semicircular a l'exterior, amb una finestra. Portalada de mig punt, del 1722, amb dues pedres allargades en funció de brancals. La coberta de la façana segueix la forma arrodonida. Dues capelles laterals tardo gòtiques, vers 1580, de volta de creueria, amb columnes rodones als angles de la nau principal. La capella del Nord té uns capitells senzills a les arrencades dels arcs, i a la del Sud no en té. El campanar, situat a l'angle Nord-oest, du gravada la data 1799 en una pedra. És quadrat, amb dos forats de campana. S'hi accedeix per una porta oberta a la capella Nord. L'escala està trencada a mitjana alçada.
A la dreta de l'absis s'obre la sagristia, que per fora anivella els murs Sud i Oest, anant a buscar el mig de l'absis. Té restes d'uns armaris a la paret, i d'un rentamans. Té una finestra oberta al Nord. A l'absis es veuen les restes d'uns encaixos a la paret que podrien correspondre a un retaule des de terra fins a 3,3 m d'alçada. L'ara de l'altar és una làpida funerària d'època moderna, força llegible.
A banda i banda de l'entrada, i fent cantonada amb les capelles, s'obren sengles altarets a la paret, amb un petit taulell sobresortint 40 cm, a 90 cm d'alçada. A la banda Nord i just al costat de la porta principal, una obertura elevada dona pas del campanar al cor, desaparegut, que reposava sobre un arc pla, les restes del qual es veuen a sobre la porta en tota l'amplada de la nau. A sota d'aquest pas, un armari.

## Història
La Móra és un topònim que data entre els anys 898 i 917, fent referència a la vila del mateix nom, de cases disperses. L'església de Sant Cebrià és documentada el 1099. La parròquia tenia cinc famílies el 1515 i el 1686 el doble. El 1782 n'arribarà a tenir 12.